# Sabahdima
Sabahdima là một chi bọ cánh cứng trong họ 
Elateridae.
Chi này được miêu tả khoa học năm 1993 bởi Schimmel & Platia.

## Các loài
Các loài trong chi này gồm:
- Sabahdima burckhardti Schimmel & Platia, 1993
- Sabahdima ferrugata Schimmel & Platia, 1993
- Sabahdima kinabalua Schimmel & Platia, 1993